# Хаузен об Ферена
Хаузен об Ферена (њем. Hausen ob Verena) општина је у њемачкој савезној држави Баден-Виртемберг. Једно је од 34 општинска средишта округа Тутлинген. Према процјени из 2010. у општини је живјело 748 становника. Посједује регионалну шифру (AGS) 8327023.

## Географски и демографски подаци
Хаузен об Ферена се налази у савезној држави Баден-Виртемберг у округу Тутлинген. Општина се налази на надморској висини од 806 метара. Површина општине износи 5,9 km². У самом мјесту је, према процјени из 2010. године, живјело 748 становника. Просјечна густина становништва износи 127 становника/km².